# Сертаконазол
Сертаконазол — синтетичний протигрибковий препарат, що належить до підгрупи імідазолів класу азолів для місцевого застосування.

## Фармакологічні властивості
Сертаконазол — синтетичний протигрибковий препарат, що належить до класу азолів широкого спектра дії. Препарат має як фунгіцидну, так і фунгістатичну дію, що залежить від концентрації препарату. Механізм дії сертаконазолу полягає в пошкодженні клітинних мембран грибків, порушенні ліпідного обміну та проникності клітинної стінки грибків. До препарату чутливі грибки родів Candida spp, Trichophyton spp., Microsporum spp., Epidermophyton spp., Pityrosporum orbiculare. Чутливими до сертаконазолу є також частина грампозитивних бактерій — стафілококи та стрептококи. Препарат практично не абсорбується при нашкірному та інтравагінальному застосуванні, не визначається в крові. Дані за метаболізм та виведення з організму сертаконазолу відсутні.

## Показання до застосування
Сертаконазол застосовується при дерматофітії, епідермофітіях різних локалізацій, трихофітії ділянки бороди та вусів, дерматомікозах, кандидозі шкіри та вагінальному кандидозі, висівкоподібному лишаї.

## Побічна дія
При застосуванні сертаконазолу можливі наступні побічні ефекти: нечасто місцеві алергічні реакції (частіше при інтравагінальному застосуванні); рідко еритема шкіри, відчуття припікання та свербежу при нашкірному застосування.

## Протипокази
Сертаконазол протипоказаний при підвищеній чутливості до імідазолів. З обережністю препарат застосовують під час вагітності. Під час лікування сертаконазолом рекомендовано припинити годування грудьми.

## Форми випуску
Сертаконазол випускається у вигляді вагінальних суппозиторіїв по 0,3 г. та 2% крему для зовнішнього застосування по 20 г.

## Стереохімія
Сертаконазол містить стереоцентр і складається з двох енантіомерів. Це рацемат, тобто суміш  R - та  S -форми у рівних кількостях:
| Енантіомери сертаконазолу | Енантіомери сертаконазолу |
| ------------------------- | ------------------------- |
| CAS-Nummer: 583057-48-1   | CAS-Nummer: 583057-51-6   |